# Рибенко Лідія Гуріївна
Лі́дія Гу́ріївна Рибе́нко (Воробе́й) (нар.11 листопада 1953, Річиця, Рівненська область) — українська письменниця, прозаїк, видавець. Її батько — історик Гурій Бухало. Діти: Юлія Рибенко та Любов Воробей.

## Життєпис
Закінчила Український інститут інженерів водного господарства. Працювала інженером, екскурсоводом, керівником туристсько-екскурсійної фірми, провідним науковим редактором редакційно-видавничої групи «Реабілітовані історією», журналістом, редактором видавничого відділу Рівненського державного гуманітарного університету.
У 2005 — 2014  роках — голова Рівненської обласної організації Національної спілки письменників України. Член редколегії літературно-краєзнавчого журналу «Погорина».
Веде активну громадську роботу, працює з молодими літераторами.
Член Національної спілки письменників України з 1996 року.

## Твори
Окремими виданнями вийшли:
фантастичні оповідання
- «Острів фіксованих» (1992)

романи
- «Золото Мірабіліса» (Рівне, 2002)
- «Суднотроща» (Рівне, 2004)
- «Коло» (Київ, 2020)[5]

повісті
- «Бо ти — людина» (в журналі «Березіль», № 3-4 за 1999)
- «Некерована» (Рівне, 2007)
- «Басів Кут»: повісті, оповідання, п'єса (Рівне, 2012)

поезії
«Світ світлотіні: збірка поезій (Рівне, 2008)
Упорядник видань:
- Літературна Рівненщина: антологія (Рівне, 2005)
- Місто дивної долі. Рівне очима хроністів та письменників: збірник (Рівне, 2008)
- Наше коло: альманах (Рівне, 2008)
- Літературна Рівненщина: антологія (Рівне, 2010)[4]

## Відзнаки
- Лауреат 2-ї премії журналу «Березіль» за 1999 рік.
- лауреат обласної просвітянської премії імені Григорія Чубая 2008 року (за редагування документально-краєзнавчого видання «Державотворці», присвяченого 140-річчю утворення Всеукраїнської «Просвіти» та 90-річчю «Просвіти» Рівненщини)[6]
- Лауреат Літературної премії імені Світочів 2009 року (за роман "Суднотроща")[6]
- лауреат премії імені Дмитра Нитченка[4]
- лауреат літературної премії імені Бориса Тена[4]